# John B. Kendrick

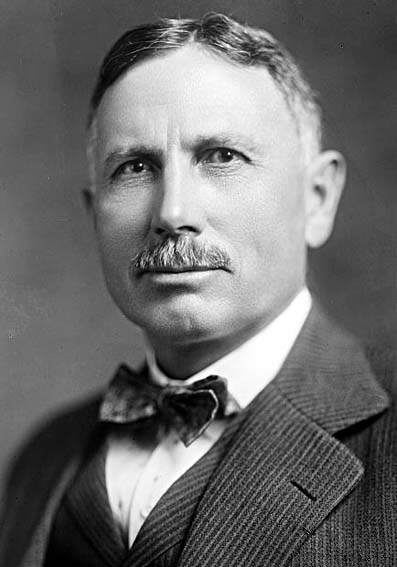
John B. Kendrick

John Benjamin Kendrick (* 6. September 1857 in Cherokee County, Texas; † 3. November 1933 in Sheridan, Wyoming) war ein US-amerikanischer Politiker (Demokratische Partei), der von 1915 bis 1917 als neunter Gouverneur des Bundesstaates Wyoming amtierte und diesen von 1917 bis 1933 im US-Senat vertrat.

## Frühe Jahre und politischer Aufstieg
Kendrick verließ die Schule nach der 7. Klasse. Er fing 1879 damit an, Viehherden von Texas nach Wyoming zu treiben. Dann kaufte und erweiterte seine eigene Herde in den folgenden zwei Jahrzehnten, wobei er sein Haus in Sheridan errichtete. Man wählte ihn 1909 zum Präsidenten der Wyoming Stock Growers. Im nachfolgenden Jahr wurde er Mitglied der State Legislature von Wyoming.

## Gouverneur von Wyoming
Kendrick gewann 1914 die Wahl zum Gouverneur von Wyoming und bekleidete das Amt vom 4. Januar 1915 bis zum 26. Februar 1917. Während seiner Amtszeit gründete er die Public Service Commission, die den Zustand bestimmter staatlicher Bewässerungs- und Abbaustandorte begutachten sollte. Zusammen mit der staatlichen Legislative protestierte er gegen die Rücknahme öffentlichen Landes, das mineralische Bodenschätze enthielt, sowie von Energiestandorten, die Wasserquellen kontrollierten, durch den US-Präsidenten Woodrow Wilson. Ferner unterstützte er Sozialreformen, was die Einrichtung von Witwenpensionen, den Kinderarbeitschutz und den Arbeitsausgleich einschloss. 1916 kandidierte er für den US-Senat und besiegte dabei den amtierenden Senator 1st Class Clark. Kurz darauf gab er sein Amt als Gouverneur auf, um den Sitz im US-Senat anzutreten.

## Senat von Wyoming
In seiner Position erlangte er durch seine Anfangsuntersuchungen des Teapot-Dome-Skandals und der Einleitung der Gesetze, die zu Schaffung des Grand Teton Nationalparks führten, an Ansehen. Er bekleidete das Amt des US-Senators bis zu seinem Tod.
Er war mit Eula Wulfjen verheiratet, das Paar hatte zwei gemeinsame Kinder.

## Ehrungen
Er erhielt 1932 einen rechtswissenschaftlichen Abschluss ehrenhalber von der University of Wyoming.